# Яковлев, Владимир Алексеевич (историк)
Влади́мир Алексе́евич Я́ковлев (1840—1899) — историк русской литературы, профессор Варшавского университета (1871—1878), с 1884 — Императорского Новороссийского университета.

## Работы В. А. Яковлева
- «Домострой» (СПб., 1867, 2-е издание, Одесса, 1887);
- «Сказания о Царьграде по древним рукописям» (СПб., 1868);
- «Памятники русской литературы XII и XIII веков» (ib., 1872);
- «Древнекиевские религиозные сказания» (Варшава, 1875);
- «Русская печать в Привислянском крае» (ib., 1878);
- «О гуманном значении Пушкина» («Записки Новороссийского университета», том XXXI, 1880);
- «Тайное политическое общество в Новороссии в 1803 году» («Прибавления к Новороссийскому Телеграфу», 1880);
- «Печать в Новороссийском крае» (исторический очерк, «Юг», 1882);
- «Демонстрации против евреев в городе Одессе» (исторический очерк, ib.);
- «Известия о редких и малоизвестных книгах и брошюрах, касающихся Новороссийского края и Бессарабии» (ib.);
- «Отзывы о Пушкине с юга России» (Одесса, 1887);
- «Значение нашего края в жизни и деятельности А. С. Пушкина» (ib., 1887);
- «Из Одесской старины» (исторические очерки, «Одесский Вестник», 1889);
- «К истории литературной истории и древнерусских сборников. Опыт исследования Измарагда» (Одесса, 1893).
- «Патерик Печерский» (1872),
- «Измарагд» (1893),
- «Этимология русского литературного языка».